# 民活
民活（みんかつ）とは「民間事業主体の活用」、「民間事業者の能力の活用」、「民間活力」などの略である。

## 公共施設整備における民間事業主体の活用
公共施設整備における民間事業主体の活用はデベロッパーを通して新たな住民に必要な追加の公共設備の負担を既存の住人ではなく新たな住民へと負担させるものとして機能している。

### 歴史
- 1964年、『住宅地造成事業に関する法律』が施行され、同法第7条により一定の規模以上の住宅地造成に公共施設管理者の同意が必要となり、民間事業主体により設置される地方公共団体の公共施設が増加する[2]。
- 1968年5月、新しい『都市計画法』が成立し、前述の公共施設管理者の同意が同法第32条に引き継がれる。
- 1968年10月、不動産協会が『民間宅地造成事業の促進に関する要望書』を提出し、その中で「公共施設等を全て民間事業主体の負担にして整備させようというが如き態度はあえて不当と言わざるを得ない」と訴える[3][4]。
- 1969年5月、『都市再開発法』が成立し、前述の公共施設管理者の同意が同法第13条に引き継がれる。
- 1969年6月、新しい『都市計画法』及び『都市再開発法』が施行される。

## 社会資本整備における民間事業主体の活用
- 1970年1月、財務省の財政制度審議会の報告において「社会資本整備が必要としても、好況期には、その財源を公債の増発に求めるべきではなく、民間事業主体の活用等の施策を含め、財政資金の効率的使用によるべきである」とされ[5]、同年には建設省が『国土建設の現況 昭和45年版』の内で「民間事業主体の活用などを重要方針の1つとして検討すべき」と述べる[6]。
- 1971年、建設省道路局の委託した研究『民間事業主体の活用による東京湾横断道路の建設について』の中間報告書が日本道路協会より提出される[7]。

## 中曽根康弘の「民活プロジェクト」
- 1982年、中曽根康弘の「民活プロジェクト」によって国営企業の民営化が推進される。

## 民活法

### 歴史
- 1986年5月、『民間事業者の能力の活用による特定施設の整備の促進に関する臨時措置法』（民活法）が公布・施行される[8]。
- 1986年6月、電気通信研究開発促進施設（テレコム・リサーチパーク）の基本指針が告示される[8]。
- 1986年7月、電気通信高度化基盤施設（テレコムプラザ）及び情報化基盤施設（ニューメディアセンター）の基本指針が告示される[8]。
- 1986年9月、産業基盤整備基金設立。
- 1988年12月、多目的電波利用基盤施設（マルチ・メディア・タワー）の基本指針が告示される[8]。

### 施設分類
- 1号施設 - 研究開発・企業化基盤施設（リサーチコア）[9][10]
- 2号施設 - 電気通信研究開発促進施設（テレコム・リサーチパーク）[9][10]
- 3号施設 - 情報化基盤施設（ニューメディアセンター）[9][10]
- 4号施設 - 電気通信高度化基盤施設[10]
  - イハ - 電気通信高度化基盤施設（テレコムプラザ）[9][10]
  - ロハ - 多目的電波利用基盤施設（マルチ・メディア・タワー）[9][10]
- 5号施設 - 国際経済交流等促進施設[10]
  - イ - 国際見本市場施設（メッセ）[9][10]
  - ロ - 国際会議場施設（コンベンションホール）[9][10]
  - ハ - 国際交流研修施設[9][10]
  - ニ - 国際市民交流基盤施設[9][10]
- 6号施設 - 港湾利用高度化施設[10]
  - イ- 旅客ターミナル施設[9][10]
  - ロ - 港湾業務用施設[9][10]
  - ハ - 港湾文化交流施設[9][10]
  - ニ - 臨海部活性化施設[10]
  - ホ - 港湾文化交流研修施設（ハーバーコミュニティセンター）[10]
  - ヘ - 港湾環境創造支援施設（エコポート支援センター）[10]
  - ト - 廃棄物海面処分場延命化施設[10]
- 7号施設 - 国際情報地域開発基盤施設[10]
  - イ - 地域情報管理基盤施設（エリア・マネージメント・センター）[9][10]
  - ロ - 衛星通信高度化基盤施設（テレポート）[9][10]
  - ハ - 特定電気通信基盤施設[9][10]
  - ニ - 特定高度情報化建築物（インテリジェントビル）[9][10]
  - ホ - 特定熱供給施設[10]
- 8号施設 - 国際ビジネス交流基盤施設（ワールドビジネスゾーン）[9]
- 9号施設 - 農林水産研究開発・企業化基盤施設（農林水産リサーチコア）[9][10]
- 10号施設 - 漁港利用高度化施設[9][10]
  - イ - 漁港複合施設[10]
  - ロ - 漁港業務用施設[10]
- 11号施設 - 総合流通機能高度化施設[10]
  - イ - 物流高度化基盤施設[9][10]
  - ロ - 卸共同流通ターミナル[10]
- 12号施設 - 大規模都市鉄道新線多目的旅客ターミナル[9][10]
- 13号施設 - 高度商業基盤施設[10]
- 14号施設 - 食品商業基盤施設[10]
- 15号施設 - 輸入促進高度化施設[10]
- 16号施設 - リサイクル関連施設[10]
  - イ - マテリアルリサイクル施設[10]
  - ロ - サーマルリサイクル施設[10]
- 17号施設 - 特定大規模スタジアム[10]

## その他
- 1987年、『民間都市開発の推進に関する特別措置法』・『民間都市開発推進機構』
- 1988年、『民活区画整理緊急促進事業』
- 1999年、『民間資金等の活用による公共施設等の整備等の促進に関する法律』（PFI法）
- 2013年、『民間の能力を活用した国管理空港等の運営等に関する法律』（民活空港法）